# Rebels (Super Rugby)
Melbourne Rebels profesjonalny klub rugby union z siedzibą w Melbourne. Klub jest piątą franczyzą australijską uczestniczącą w rozgrywkach Super Rugby, został włączony do rozgrywek w roku 2011 przy okazji renegocjacji praw telewizyjnych. Przy okazji została zmieniona formuła rozgrywania, zamiast rozgrywek ligowych (każdy z każdym) stworzono konferencje co miało zwiększyć liczbę lokalnych potyczek. Klub ma taką samą nazwę jak klub występujący w rozgrywkach australijskich Australian Rugby Championship, poprzedniczce National Rugby Championship jednak kluby te nie były związane. W National Rugby Championship występuje aktualnie klub Melbourne Rising korzystający z zawodników Melbourne Rebels poza sezonem Super Rugby nie powołanych do reprezentacji. W sezonie 2016 aby zacieśnić współpracę z japońską federacją ustanowiono Trofeum Ganbatte, przechodni puchar który zdobywa drużyna wygrywająca spotkanie w ramach ligi Super Rugby pomiędzy Rebels a Sunwolves.